# Imperiul colonial belgian

O hartă a coloniilor belgiene din Africa, circa 1920 d.C.

Imperiul colonial belgian era format din trei colonii care au aparținut Belgiei între 1885 și 1962: Congo-ul belgian (acum Republica Democrată Congo), Ruanda și Burundi. Spre deosebire de majoritatea marile puteri europene imperiale, cea belgiană, care era formată în proporție de 98% dintr-o singură colonie (Congo-ul belgian era de 76 ori mai mare decât Belgia), era proprietatea privată a regelui țării, Leopold al II-lea, mai degrabă decât să fie dobândită prin acțiunea politică a Statului belgian.

Drapelul guvernamental belgian (1885-1962)

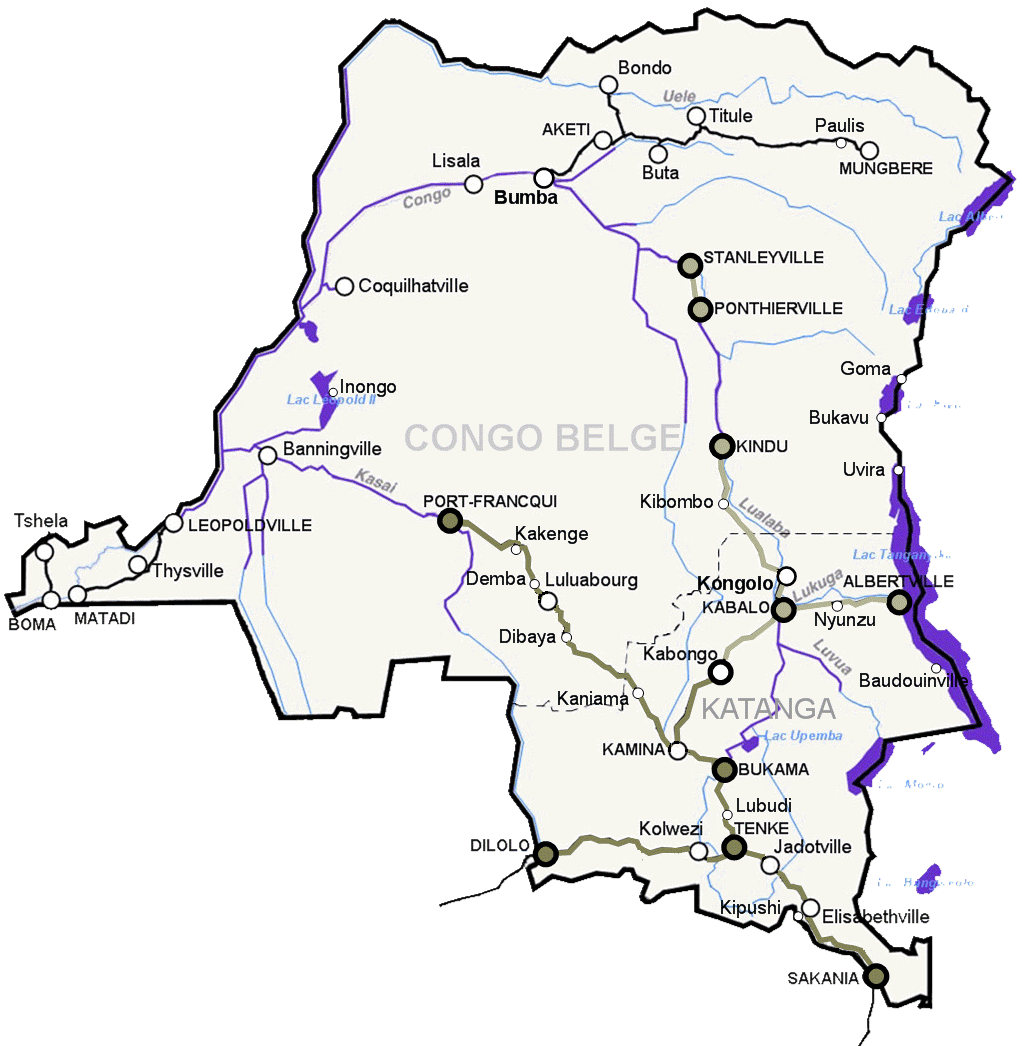
Congo-ul belgian (rețeaua de căi ferate)

## Fundal
Belgia însăși a obținut independența în 1830.  Cu timpul, Belgia a fost în măsură să ia în considerare crearea unui imperiu peste mări, cum aveau marile puteri imperiale, cum ar fi Regatul Unit și Franța, și într-o oarecare măsură, Spania, Portugalia, Țările de Jos, toate având deja teritoriile cele mai promițătoare, din punct de vedere economic, pentru colonizare în sferele lor de influență. În 1843, regele Leopold I a semnat un contract cu firma americană Ladd & Co. pentru a coloniza Regatul Hawaii, dar afacerea nu s-a putut realiza deoarece Ladd & Co. a avut dificultăți financiare. Leopold al II-lea a încercat să intereseze guvernul său în vederea stabilirii unor colonii, dar deoarece țara nu avea resursele necesare pentru a dezvolta teritoriile candidate guvernul a refuzat planurile sale.

## Statul Independent Congo (1885–1908)
Statul Independent Congo a fost un stat corporatist controlat personal de regele Leopold al II-lea al belgienilor printr-un ONG-marionetă, denumit Association Internationale Africaine. Leopold era unicul acționar și președinte al acestei organizații care a exploatat resursele de cauciuc, cupru și alte minerale din bazinul Râului Lualaba. Teritoriul acestui stat se suprapune peste cel al actualei Republici Democrate Congo și a existat între 1885 și 1908, când a fost anexată de guvernul Belgiei. Statul Independent Congo a căpătat o faimă negativă din cauza maltratării brutale a populației locale și a jefuirii resurselor naturale.

## Congo-ul belgian (1908–1960)
Regele Leopold al II-lea cedează colonia Congo către Statul belgian doar în 1908, ca urmare a presiunilor internaționale. Deoarece constituția belgiană interzice cheltuirea de sume în colonii, toate investițiie se relizează fie din fonduri private fie din fonduri proprii ale coloniei. Cu toate acestea, Belgia dezvoltă semnificativ Congo-ul, care devine un important producător agricol și minier. Din nefericire, populația loală nu beneficiează de dezvoltarea economiei, salariile sunt derizorii, iar investițiile sociale foarte limitate.
Coexistența dintre indigeni și albi nu este susținută de o politică oficială de apertheid asemănător celui din Africa de Sud, dar este o coabitare, în care cele două comunități duc existențe separate. Numeroase critici se ridică contra acestui sistem, dar în Belgia propaganda colonială are un ton foarte paternalist, ce glorifică misiunea de civilizare desfășurată de Statul belgian.

## Ruanda-Burundi

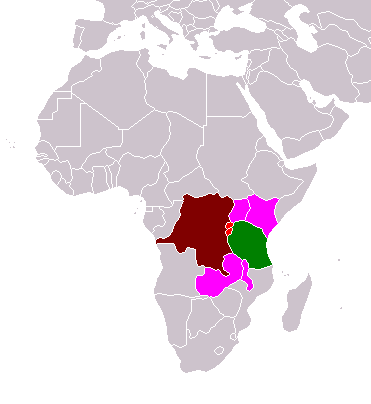
Coloniile Ruanda și Burundi în stacojiu. În verde, colonie germană, iar în roz, colonii britanice (1914)

În 1895, Ruanda devine provincie germană, păstrându-și sistemul de organizare. După Primul război mondial, Ruanda trece sub administrare belgiană cu mandat din partea Ligi Națiunilor. Sub administrația belgiană, lucrurile încep să se schimbe. Păstrând în mare vechile forme de organizare, belgienii au făcut totuși câteva schimbări în structurile de conducere ale Ruandei. Aceste schimbări vor constitui o cauză importantă a genocidului ruandez. Astfel, coloniștii belgieni se vor folosi de etnicii tutsi pentru a domina populația formată în cea mai mare parte din etnici hutu. La 1 iulie 1964, Ruanda devine independentă.
În 1903, Burundi a devenit colonie germană, trecută apoi sub administrare belgiană după Primul Război Mondial. A purtat numele de Urundi ("cealaltă Ruanda"), după cum coloniștii belgieni se exprimau când se refereau la acel teritoriu. A făcut parte din teritoriul Ruanda-Urundi, administrat de către belgieni cu mandat din partea Națiunilor Unite începând cu anul 1923. După cel de-al Doilea Război mondial, teritoriul a continuat sa se afle în custodia belgienilor. La 1 iulie 1962 devine teritoriu sub protecția ONU, apoi, la 1 iulie 1966, Burundi devine independentă.

## Zona de concesiune Tientsin
Împreună cu alte câteva puteri europene și SUA, ca rezultat al Rebeliunii Boxerilor (1899 – 7 septembrie 1901), Belgia a primit o Concesiune (în chineză: zujie 租界) de câțiva kilometri pătrați la Tientsin sau Tianjin, un port chinezesc la Marea Chinei de Est. A fost mai mult un post comercial decât colonie, fiind retrocedat Chinei la 1930.

## Santo Tomás de Castilla
Parlamentul din Guatemala a emis un decret la 4 mai 1843, în temeiul căruia districtul Santo Tomas era dat „în permanență” către Compania belgiană de colonizare, o societate privată belgiană sub protecția regelui Leopold I al Belgiei. Eforturile belgiene colonizatoare au încetat în 1854, din cauza lipsei de mijloace financiare și a climatului aspru, tropical din America Cantrală.

## Insula Comacina

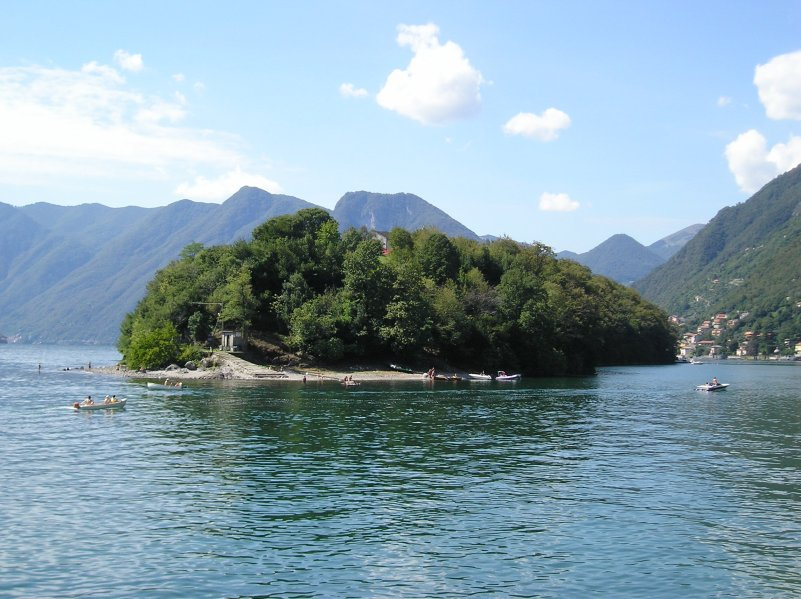
Insula italiană Comacina

În 1919, insula Comacina (situată în provincia italiană Como, la nord) a fost dată regelui Albert I al Belgiei timp de un an și a devenit o enclavă sub suveranitatea Belgiei. Peste un an, în 1920, aceasta a fost returnată statului italian, printr-o fundație de caritate, condusă de consulul Belgiei și de președintele Academiei de Brera, cu scopul de a se construi aici un sat de artiști și un hotel. 

## Zona internațională Tanger
Orașul marocan Tanger, aflat sub protectorat, apoi administrație multinațională (1923-1940, 1945-1956), inclusiv cea belgiană.  
Tanger se dezvoltase încă din secolul al XVIII-lea ca principal punct de contact între monarhia marocană și interesele comerciale europene, ducând la înființarea câtorva consulate în oraș de către principalele națiuni europene. În 1904, a fost ales ca locație a Administrației datoriilor marocane condusă de francezi, iar în 1907 pentru Banque d'État du Maroc. 
Pentru a rezolva un dezacord dintre Franța, Spania și Regatul Unit cu privire la controlul său, Tanger a devenit o zonă demilitarizată în 1924, sub o administrație comună, conform unei convenții internaționale semnate la Paris la 18 decembrie 1923. 6 ani tarziu, alte 4 guverne au aderat la convenție.   
Zona avea Adunarea ei Legislativă Internațională numită, care era supusă supravegherii unui Comitet de Control format din 8 consuli europeni și unul american. Puterea executivă era învestită unui administrator, iar puterea judiciară era redată unei Curți Mixte de cinci judecători, numiți de 5 guverne europene. Ca urmare a înființării Curții Mixte, diferitele puteri europene au retras curțile consulare care, anterior, exercitau jurisdicție acolo. Până la 1940, sediul administrației zonei a fost de facto situat la Consulatul Franței. 
Administratorii belgieni al Tangerului au fost Étienne-Gustave de Croÿ (iunie-decembrie 1954) și Robert van de Kerchove d'Hallebast (iunie 1955 - iulie 1956). 